# Betley
Betley är en ort och civil parish i Storbritannien.   Den ligger i grevskapet Staffordshire och riksdelen England, i den södra delen av landet, 230 km nordväst om huvudstaden London. Betley ligger 84 meter över havet och antalet invånare är 921.
Terrängen runt Betley är platt. Runt Betley är det tätbefolkat, med 570 invånare per kvadratkilometer. Närmaste större samhälle är Stoke-on-Trent, 12,7 km öster om Betley. Trakten runt Betley består i huvudsak av gräsmarker.